# Лас-Кондес

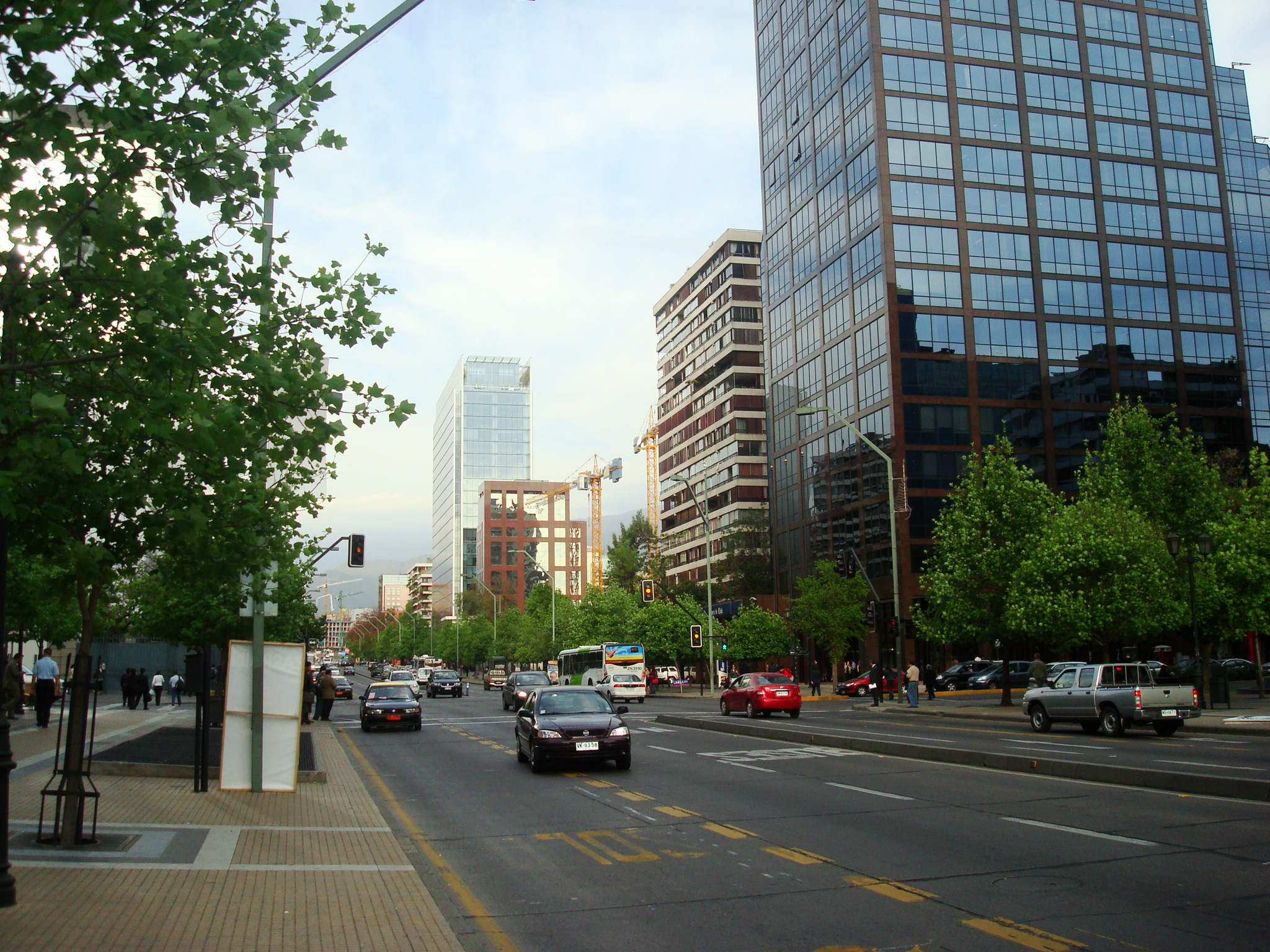
Проспект Апокіндо

Лас-Кондес (ісп. Las Condes) — комуна в Чилі. Одна з міських комун міста Сантьяго. Входить до складу провінції Сантьяго і Столичного регіону.
Територія — 99 км². Чисельність населення — 294 838 мешканців (2017). Щільність населення — 2978,2 чол./км².

## Розташування
Комуна розташована на сході міста Сантьяго.
Комуна межує:
- на півночі — з комуною Ло-Барнечеа
- на сході — з комуною Ло-Барнечеа
- на півдні — з комунами Пеньялолен, Ла-Рейна
- на заході — з комуною Провіденсія
- на північному заході — з комуною Вітакура